# Vítanov
Vítanov település Csehországban, a Chrudimi járásban. Vítanov Vysočina, Hlinsko, Studnice, Všeradov és Ždírec nad Doubravou településekkel határos. Lakosainak száma 477 fő (2024. január 1.).

## Népesség
A település lakosságának változását az alábbi diagram mutatja:
| Lakosok száma | 715  | 711  | 733  | 620  | 499  | 427  | 448  | 444  | 448  | 477  |
|               | 1869 | 1890 | 1921 | 1950 | 1980 | 2001 | 2017 | 2019 | 2022 | 2024 |